# Barbarano Vicentino
Barbarano Vicentino – miejscowość i gmina we Włoszech, w regionie Wenecja Euganejska, w prowincji Vicenza.
Według danych na rok 2004 gminę zamieszkiwało 3958 osób, 208,3 os./km².
17 lutego 2018 gmina została zlikwidowana.